# Bueu

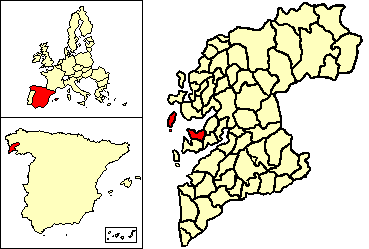
Localisation

Bueu est une municipalité de la province de Pontevedra située dans le nord ouest de l'Espagne, faisant partie de la communauté autonome de Galice.